# Дигенис Акритас (футбольный клуб)
«Дигенис Акритас» — кипрский футбольный клуб из города Морфу. Образован 23 апреля 1931 года. Домашние матчи проводит на стадионе «Макарио», вмещающем 16 000 зрителей. Клуб назван в честь средневекового греческого героя Дигениса Акрита. «Дигенис Акритас» был вице-чемпионом Кипра в 1971 году и финалистом национального кубка в 2005 году.

## Достижения
- Вице-чемпион Кипра (1): 1971.
- Финалист Кубка Кипра (1): 2005.

## Выступления в еврокубках
| Сезон   | Турнир     | Раунд |             | Клуб  | Счёт     |
| ------- | ---------- | ----- | ----------- | ----- | -------- |
| 1971/72 | Кубок УЕФА | 1R    | Флаг Италии | Милан | 0:4, 0:3 |

- 1R — первый раунд.

## Известные игроки
- Артур Восканян
- Жатто Сисэй
- Саввас Пурсаитидис
- Андреас Сотириу

## Известные тренеры
- Гиоргиос Саввидис